# Sibel Can
Sibel Can (Istanboel, 1 augustus 1970) is een Turkse zangeres, actrice, televisiepresentatrice en (buik)danseres. Ze is een van de invloedrijkste zangeressen in Turkije.

## Biografie
Sibel Can werd geboren in Karagümrük, een district van Istanboel. Ze is het eerste kind van violist Engin Cangüre, oorspronkelijk afkomstig uit het Vardarbanaat, en Emine Gül Sezer Cangüre uit Mudanya. Ze heeft een jongere zus genaamd Muzaffer. Ze is (gedeeltelijk) van Romani afkomst.

## Privéleven
Sibel Can was van september 1988 tot februari 1999 getrouwd met Hakan Ural. Uit dit huwelijk kreeg zij twee kinderen, Engincan (geb. 1992) en Melisa (Geb. 1994). Een jaar later trouwde Can met Suhli Aksüt. Van hem kreeg ze een zoon genaamd Emir (geb. 2000). In 2010 eindigde ook dit huwelijk in een echtscheiding.

## Discografie

### Albums
- Günah Bize (1987)
- Bulursun Beni (1988)
- Rüyalarda Buluşuruz (1989)
- Hasretim (1990)
- Bir Güneş Batışında (1991)
- Seni Sevmek (1992)
- Hayat Devam Ediyor (1993) met Orhan Gencebay
- Hatirasidir (1994)
- Şarkılar Senden Yana (1995)
- Bu Devirde (1997)
- Daha Yolun Basindayim (2000)
- İşte Türk Sanat Müziği (2000)
- Canim Benim (2001)
- Sen Benimsin (2003)
- Özledin Mi? (2005)
- Akşam Sefası (2007)
- Benim Adım Aşk (2009)
- Seyyah (2011)
- Meşk (2012)
- Galata (2014)
- Arabesque (2016)[4]
- Yeni Aşkım (2018)
- Hayat (2020)

### Complicaties
- 2000: İşte Türk Sanat Müziği İşte Sibel Can
- 2000: Sibel Can Şarkıları

### Singles
- "Helin" (2011)
- "Hangimiz Sevmedik" (2015)
- "Bir Parmak Bal" (2015)
- "Milletin Duâsı" (with various artists) (2018)
- "Kuyu" (2018)

## Filmografie
- 1996: Kaldırım Çiçeği
- 1997: Gülüm
- 1998: Sibel
- 1999: Bize Ne Oldu
- 2002: Berivan
- 2002: Papatya ile Karabiber
- 2005: Saklambaç
- 2006: Ah İstanbul
- 2016: O Ses Türkiye
- 2016: Sibel Can'la Yılbaşı Özel
- 2017: Sevda'nın Bahçesi